# Moraea polyanthos
Moraea polyanthos är en irisväxtart som beskrevs av Carl von Linné d.y.. Moraea polyanthos ingår i släktet Moraea och familjen irisväxter. Inga underarter finns listade i Catalogue of Life.